# Quando un padre
Quando un padre (A Family Man) è un film del 2016, diretto da Mark Williams e interpretato da Gerard Butler.

## Trama
Dane Jensen è un cacciatore di teste di Chicago, un selezionatore di personale per conto della Blackridge (una spietata società di collocamento), che lavora tutti i giorni fino a tardi per assicurare alla moglie e ai tre figli il tenore di vita che desiderano. Mentre combatte per migliorare la sua posizione professionale, la sua famiglia desidera solo averlo di più accanto a loro e la situazione si fa drammatica quando Ryan, il maggiore, si ammala di leucemia linfoblastica acuta: a questo punto Dane dovrà scegliere a chi e a cosa dare la priorità.